# Immetalia diversa
Immetalia diversa là một loài bướm đêm trong họ Noctuidae.